# جيمي براون (لاعب كريكت)
جيمي براون (20 يونيو 1993 - ) (بالإنجليزية: Jamie Brown)‏ هو لاعب كريكت نيوزلندي.

## وصلات خارجية
- جيمي براون (لاعب كريكت) على موقع إي آس بي آن كريك إنفو (الإنجليزية)